# 霞葛镇
霞葛镇，是中华人民共和国福建省漳州市诏安县下辖的一个乡镇级行政单位。

## 行政区划
霞葛镇下辖以下地区：
五通村、溪东村、南陂村、天桥村、庄溪村、嗣下村、庵下村、坑河村、华河村和溪林村。